# Десна (приток Вязьмы)
Десна́ — река в Калининском районе Тверской области России.
Исток — озеро Шейно у деревни Озерецкое. Впадает в реку Вязьму в 27 км от устья по левому берегу, у деревни Полубратово. Длина — 15 км, площадь водосборного бассейна — 140 км².

## Данные водного реестра
По данным государственного водного реестра России относится к Верхневолжскому бассейновому округу, водохозяйственный участок реки — Волга от города Тверь до Иваньковского гидроузла (Иваньковское водохранилище), речной подбассейн реки — бассейны притоков (Верхней) Волги до Рыбинского водохранилища. Речной бассейн реки — (Верхняя) Волга до Куйбышевского водохранилища (без бассейна Оки).
Код объекта в государственном водном реестре — 08010100712110000002558.